# Закон о защите и репатриации могил коренных американцев
Закон о защите индейских захоронений и репатриации, англ. Native American Graves Protection and Repatriation Act, NAGPRA — федеральный закон США, принятый 16 ноября 1990 г.

## Основные положения
Данный закон требует, чтобы федеральные агентства и учреждения, получающие федеральное финансирование, возвращали останки индейцев и произведения их культуры соответствующим племенам. Под произведениями культуры подразумеваются погребальные дары, предметы культа и прочие объекты культурного наследия. Смитсоновский институт освобождён от данных требований, однако к нему предъявляются сходные требования согласно закону о Национальном музее американских индейцев 1989 года.
Закон подразделяет обращение с человеческими останками, погребальными объектами, священными объектами и культурным наследием американских индейцев на две основных категории. Раздел закона, касающийся непредумышленных открытий и планируемых раскопок, устанавливает, что если федеральным служащим будет известно, что действия на федеральных и племенных землях после 16 ноября 1990 года могут повлиять на индейские захоронения, или если захоронения будут обнаружены в ходе такой деятельности, то соответствующие служащие или органы обязаны проконсультироваться с потенциальными потомками погребённых или с официальными лицами индейских племён. В случае запланированных раскопок консультации должны произойти на стадии планирования проекта. В случае непреднамеренного открытия закон устанавливает жёсткие сроки начала и завершения консультаций.
Закон даёт археологическим группам краткое время на анализ, прежде чем останки должны быть возвращены предполагаемым наследникам. Если установлено, что останки принадлежат индейцам, анализ разрешается проводить только в виде документированной консультации (при обнаружении их на федеральной земле) или с согласия самих индейцев (в случае нахождения на племенных землях).

## Проект «Возвращение на землю»
«Возвращение на Землю» (или «в землю», в оригинале игра слов — англ. Return to the Earth) — межконфессиональный проект, направленный на погребение неидентифицированных останков, среди которых заметную долю составляют индейские останки из археологических раскопок, на региональных кладбищах. По состоянию на 2006 г. в различных учреждениях США находилось около 110000 останков, которые невозможно было отнести к какому-либо из современных индейских племён. Проект направлен на примирение между индейцами и потомками белых поселенцев. В рамках проекта изготавливаются кедровые гробы, погребальные саваны, финансируется репатриация останков. Первое погребение в рамках проекта было совершено в Шайенском культурном центре в г. Клинтон, штат Оклахома.

## Кенневикский человек
В ряде случаев бывает непросто строго выполнить букву закона. Одним из спорных случаев является открытие останков Кенневикского человека, поскольку прямые потомки этих останков возрастом 9300 лет неизвестны. Независимо друг от друга племена юматилла, колвиль, якима и нез-персе выступили с претензиями на то, что Кенневикский человек является их предком, и потребовали разрешения похоронить его на своей земле.
Археологи, со своей стороны, заявили, что ввиду возраста кенневикских останков связать их с любым из современных племён проблематично. Судебная тяжба закончилась победой археологов.

## Пещера Мармс
При раскопках в пещере Мармс была обнаружена одна из 5 сохранившихся Индейских медалей мира, которые экспедиция Льюиса и Кларка вручала индейским вождям, выразившим лояльность правительству США. В соответствии с законом медаль была передана племени не-персе и торжественно погребена.